# 川口武彦
川口 武彦（かわぐち たけひこ、1918年3月29日 - 1998年12月29日）は、日本の経済学者、社会運動家。元九州大学教授。元社会主義協会代表。経済学のほか、堺利彦、山川均など労農派を中心とした初期社会主義研究でも功績を残した。

## 略歴
- 1918年　石川県金沢市で生まれる[1]
- 1942年　九州帝国大学法文学部経済学科卒業
- 1950年　佐賀大学助教授
- 1956年　九州大学助教授
- 1963年　九州大学教授
- 1973年　九州大学を退官
- 1982年　社会主義協会代表代行
- 1985年　社会主義協会代表
- 1998年　急性肺炎のため逝去

## 主な著作
- 『価値論争史論』（法律文化社、1964）
- 『経済学綱要』（共著　法律文化社、1966）
- 『マルクス資本論抄』（共訳　河出書房新社、1969）
- 『堺利彦全集』（編著・全六巻　法律文化社、1970-1971）
- 『日本労働者運動史1』（編著　河出書房新社、1975）
- 『唯物史観』（労働大学、1978）
- 『日本マルクス主義の源流』（ありえす書房、1983）
- 『山川均の生涯』戦前編（社会主義協会出版局、1986)
- 『山川均の生涯』戦後編（社会主義協会出版局、1987)
- 『堺利彦の生涯』上・下（社会主義協会出版局、1992､1993)